# Списък на депутатите в Събранието на Северна Македония (2016 – 2020)
Списък на депутатите, избрани на парламентарните избори в Република Македония в 2016 година.

## ВМРО-ДПМНЕ и коалиция
| ВМРО – Демократическа партия за македонско национално единство: 1. Никола Попоски 2. Елизабета Канческа-Милевска 3. Борис Змейковски 4. Драган Данев 5. Даниела Рангелова 6. Кръсто Йовановски 7. Никола Тодоров[*] (на негово място Невенка Стаменковска-Стойковски, на нейно място Емилия Трайковска) 8. Трайко Веляноски 9. Жаклина Пешевска 10. Зоран Георгиевски 11. Йохан Тарчуловски 12. Весна Дамчевска-Илиевска 13. Илия Димовски 14. Емил Димитриев 15. Слагяна Митовска 16. Трайчо Димков 17. Магдалена Манаскова 18. Зекир Рамчилович 19. Никола Мицевски 20. Благица Ласовска 21. Емилия Александрова 22. Иван Иванов 23. Никола Груевски[*] (на негово место Гьоко Камчев) 24. Ванковер Манчев 25. Ане Лашкоска 26. Весна Пемова 27. Васил Пишев 28. Нада Ципушева 29. Димитър Стевананджия 30. Драган Цуклев 31. Павлинче Честойнова 32. Антонио Милошоски 33. Зоран Илиоски 34. Лиляна Затуроска 35. Любен Арнаудов 36. Благоя Деспотоски 37. Нола Исмайлоска-Старова 38. Кръсто Мукоски 39. Сашо Василевски 40. Лиляна Кузмановска 41. Владимир Гьорчев 42. Дафина Стояноска 43. Горан Манойлоски | Социалистическа партия на Македония 1. Люпчо Димовски 2. Владанка Авирович 3. Стоян Миланов Гражданска опция за Македония 1. Чедомир Саздовски 2. Панчо Минов Демократическа партия на сърбите в Македония 1. Иван Стоилкович Съюз на ромите от Македония 1. Амди Байрам Демократическа партия на турците в Македония 1. Юсуф Хасани |

## СДСМ и коалиция
| СДСМ 1. Стево Пендаровски[*] (на негово место Далибор Богдановски) 2. Рената Дескоска[*] (на нејзино место Лиляна Поповска) 3. Дамян Манчевски[*] (на негово место Никица Корубин) 4. Стефан Богоев[*] (на негово место Анета Симеска-Димоска) 5. Диме Велковски 6. Татяна Прентович 7. Петър Атанасов[*] (на негово место Снежана Калеска-Ванчева) 8. Оливер Спасовски[*] (на негово место Мирослав Йованович) 9. Фросина Ременски 10. Мухамед Зекири 11. Максим Димитриевски[*] (на негово место Лидия Тасевска) 12. Курто Дудуш[*] (на негово место Костадин Аджевски) 13. Таня Ковачев 14. Люпчо Николовски[*] (на негово место Славица Шуманска-Митева) 15. Благой Бочварски[*] (на негово место Агим Муртезанов) 16. Ягода Шахпаска 17. Панче Иванов 18. Сашко Костов 19. Мира Стойчевска 20. Зоран Заев[*] (на негово место Сашко Атанасов) 21. Хари Локвенец 22. Катерина Кузмановска 23. Коста Яневски[*] (на негово место Ристе Ташев) 24. Кети Смилеска 25. Бетиян Китев 26. Сашо Поцков[*] (на негово место Костадин Костадинов) 27. Милева Горгиева 28. Мери Лазарова 29. Радмила Шекеринска[*] (на нејзино место Бети Рабаджиевска-Наумовска) 30. Александар Кирацовски 31. Томислав Тунтев[*] (на негово место Рубин Земон) 32. Васко Ковачевски[*] (на негово место Самка Ибраимовски) 33. Йован Митрески 34. Жаклина Лазаревска 35. Петре Шилегов[*] (на негово место Татияна Лалчевска) 36. Гюлумсер Касапи 37. Благойче Търпевски | Демократично обновление на Македония 1. Мая Морачанин Партия на обединени пенсионери и граждани на Македония 1. Илия Николовски Либерално-демократическа партия 1. Горан Милевски[*] (на негово место Александра Цветкоска) 2. Юлиана Николова Нова социалдемократическа партия 1. Соня Мираковска 2. Горан Мисовски Партия за движение на турците в Македония 1. Енес Ибрахим Партия за европейско бъдеще 1. Алия Камбероски Независими депутати 1. Павле Богоевски[*] (на негово место Александър Филиповски) 2. Ивана Туфегджич 3. Ферид Мухич 4. Ирена Стефоска |

## Демократичен съюз за интеграция
1. Артан Груби
2. Еюп Алими
3. Реджаил Исмаили
4. Агим Шакири
5. Али Ахмети
6. Талат Джафери
7. Шпреса Хадри
8. Бранко Маноиловски
9. Джеват Адеми
10. Мирсада Емини-Асани

## Движение Беса
1. Зекирия Ибрахими[*] (на негово место Реджеп Мемеди)
2. Африм Гаши
3. Билял Касами[*] (на негово место Неджбедин Каремани)
4. Фадил Зендели
5. Теута Биляли

## Алианс за албанците
1. Сурия Рашиди
2. Зиядин Села
3. Весел Мемеди

## Демократическа партия на албанците
1. Мендух Тачи
2. Бардул Даути[*] (на негово место Мерал Узеири-Ферати)